# V. Ijaszu etióp császár
V. Ijaszu (Tanta, Etiópia, 1897. február 4.. – Addisz-Abeba, 1935. november 25.), neve az etióp Józsua, Józsué, Jézus megfelelője, névváltozata: Jaszu, eredeti neve: Kifle Jakob, Etiópia császára. II. Menelik etióp császár unokája. A Salamon-dinasztia soai ágának a tagja női ágon.

## Élete
Mikael (1850 körül–1918) etióp rasz és Soa Reged (1867–1897) úrnő fia. Anyja révén II. Meneliknek, Etiópia császárának volt az unokája. Anyja házasságon kívül született, akit az apja ugyan később elismert és törvényesített, de nem kapta meg a királyi hercegnői címet.
Soa Reged férje a muszlim Mohamed Ali imám volt, aki a házasságkötésekor keresztény hitre tért, a Mihály (Mikael) nevet vette fel, és elnyerte a rasz címet (Rasz Mikael).
V. Ijaszu a keresztségben a Kifle Jakob nevet kapta, és elnyerte a lidzs címet, amely a főnemesség férfi leszármazottjainak a címe, és 12 évesen, 1909-től lett trónörökös. Ekkor feleségül vette Aszter úrnőt, Mangasa tigréi herceg lányát, IV. János etióp császár unokáját, de a házasságot a következő évben felbontották. Ekkor 1910 áprilisában feleségül vette Szabla Vangelt, Hailu godzsami herceg lányát, I. Takla Hajmanot godzsami király unokáját.
V. Ijaszu a nagyapja halála után Etiópia császára lett. Apja, Rasz Mikael ekkor királyi címet kapott fiától, Sion (Cion) királyává koronázták 1914. május 31-én Dessze városában, de a címadományozás miatti támadások miatt, hiszen korábban csak császárok használták ezt a címet, a Volló Királya címet használta csak helyette.
Még a császári pár uralkodása idején született meg a lányuk, Alem Cehaj Vork hercegnő, V. Ijaszu egyetlen törvényes gyermeke 1916. február 22-én.
V. Ijaszu halogatta a császári koronázását, emiatt a trónját is elvesztette, hiszen mivel vallási türelmet hirdetett, és egyenrangúvá tette az iszlám vallást a kereszténységgel, azt terjesztették róla, hogy titokban muszlim hitű, akárcsak az apja, és ezért nem hajlandó alávetni magát egy keresztény szertartásnak. (Ennek semmi alapja sem volt, és nincs semmi bizonyíték sem rá. Egyszerű propagandafogás volt. Hasonlóan III. Péter orosz cár esetében, akit azzal vádoltak, hogy titokban az evangélikus vallásnak hódol, de Barack Obamára is mondták ellenfelei a választási kampányban, hogy titokban muszlim hitű.) Az ellenzéknek pont kapóra jött az első világháború, és hogy V. Ijaszu a központi hatalmak, és különösen az iszlám vallású Oszmán Birodalom felé húz. Az antant ügynökei, közöttük Arábiai Lawrence készítették elő V. Ijaszu megbuktatását. Az Etióp Kopt egyház feje, az abun, Matteosz 1916. szeptember 27-én kiátkozta V. Ijaszut, majd nagynénjét, Aszkala Mariam egykori tigréi királynét I. Zauditu néven császárrá kiáltotta ki az Ijaszuval elégedetlen ellenzék. A trónfosztásban feltehetőleg Taitu özvegy császárnénak, II. Menelik feleségének a keze is benne volt.

## Gyermekei
- 1. feleségétől Aszter (Romana Vork) (1901–1918 után) tigréi hercegnőtől, elváltak,[8] nem születtek gyermekei
- 2. feleségétől, Szabla Vangel godzsami hercegnőtől (–1970), 1 leány:
  - Alem Cehaj Vork (1916. február 22. – 2003) hercegnő, 1. férje Abebe Aszfa dandártábornok, 1 fiú, 2. férje Aszfa, Damesszau Naszibu etiópiai régens és igazságügy-miniszter fia, elváltak, gyermekek nem születtek, 3. férje Teklu, gyermekek nem születtek, 1. férjétől 1 fiú:
    - Alen Szeged Abebe
- Házasságon kívüli kapcsolatából Tiszemme (Tesszemme) Andarge úrnővel, nem születtek gyermekei
- Házasságon kívüli kapcsolatából Vorknes úrnővel, aki I. Ijaszu etióp császár leszármazottjával, 1 fiú:
  - Johannész (1915–1977) herceg, az olasz megszállók a Begameder királya címet ajánlották fel neki, de visszautasította, 1. felesége Zauditu Hailu úrnő, nem születtek gyermekei, 2. felesége Elfines (Kibre Zeude), Takla Hajmanot godzsami király dédunokája, nem születtek gyermekei, 1 házasságon kívüli fiú:
    - Girma (1961–) úr (lidzs), trónkövetelő, a Brémai Egyetem kutatója, a Miami Egyetem tanára (Prof. dr. Girma A. Ghebresilassie), felesége Claudia Bertram, 1 fiú a házasságából+2 természetes lány, többek között:
      - (házasságából): Kaerrod úr (lidzs)
- Házasságon kívüli kapcsolatából Ihata Mariam úrnővel, Mohamed Abu Bakar dzsibuti kereskedő lányával, 1 fiú:
  - Menelik (1916–1982) úr, trónkövetelő francia támogatással
- Házasságon kívüli kapcsolatából Fatuma úrnővel, II. Abba Dzsiffarnak, Dzsimma szultánjának lányával, nem születtek gyermekei
- Házasságon kívüli kapcsolatából Aszkala Mariam (Mumina) úrnővel, aki keresztény hitre tért, nem születtek gyermekei
- Házasságon kívüli kapcsolatából N. Szvalih úrnővel, nem születtek gyermekei
- Házasságon kívüli kapcsolatából N. Vereseh úrnővel, nem születtek gyermekei
- Házasságon kívüli kapcsolatából Ametulla úrnővel, II. Abdullah harari emír lányával, Kebir Muhammad Mudir feleségével, 1 gyermek:
  - N. (gyermek) (megh. fiatalon)
- Házasságon kívüli kapcsolatából Acede Mariam (–1988) úrnővel, Meggabi Takla Mariam lányával, Neggadrasz Volde Amanuel Temkve feleségével, 1 fiú:
  - Engeda Eset (1914–1938) úr (lidzs), Melake Cahaj néven császárrá kiáltják ki, és megkoronázzák (1937. szeptember 2.)
- Házasságon kívüli kapcsolatából Tiru Vork úrnővel, nem születtek gyermekei
- Házasságon kívüli kapcsolatából N. úrnővel, Abdullah Ali Szadik, harari kereskedő lányával, nem születtek gyermekei
- Házasságon kívüli kapcsolatából Zeudnes úrnővel, 1 fiú:
  - Girma (1914–1941) úr (lidzs), 1 leány:
    - Szabla Vangel (1934–1941) úrnő
- Házasságon kívüli kapcsolatából ismeretlen anyáktól, 6 gyermek:
  - Tevodrosz (–1941 után) úr (lidzs)
  - Meszfin úr (–1999) úr (lidzs)
  - Teszemma úrnő
  - Soa Janszas úrnő
  - Vorknes úrnő
  - Soa Reged úrnő